# Taco und Kaninchen
Taco und Kaninchen ist eine Kinderromanfolge in sechs Teilen von Amelie Fried und Peter Probst. Erschienen sind die einzelnen Bände zuerst ab 2003 im Heyne Verlag, dann 2006 vollständig im C. Bertelsmann Jugendbuchverlag (cbj). 

## Ausgaben
- Band 1: Taco und Kaninchen. Heyne, München 2003, ISBN 3-453-87482-X; Bertelsmann, München 2006, ISBN 3-570-13127-0.
- Band 2: Taco und Kaninchen – Fette Beute. Heyne, München 2004, ISBN 3-453-87929-5; Bertelsmann, München 2006, ISBN 3-570-13128-9.
- Band 3: Taco und Kaninchen – Arme Millionäre. Heyne, München 2004, ISBN 3-453-00098-6; Bertelsmann, München 2006, ISBN 3-570-13129-7.
- Band 4: Taco und Kaninchen – Nie mehr Schule. Heyne, München 2005, ISBN 3-453-26524-6; Bertelsmann, München 2006, ISBN 3-570-13130-0.
- Band 5: Taco und Kaninchen – Hilfe für Ali. Bertelsmann, München 2006, ISBN 3-570-13131-9.
- Band 6: Taco und Kaninchen – Dem Phantom auf der Spur. Bertelsmann, München 2006, ISBN 3-570-13193-9.

## Adaption
Im Jahre 2008 wurde im Auftrag des MDR unter Regie von Tanja Roitzheim eine Filmadaption in zwei Teilen mit Leonie Tepe und Miles Lawson in den Hauptrollen produziert.